# 黄华节
黄华节（1901年-？），广东人，中国著名民俗学家、人类学家、社会学家。笔名黄石、养初。

## 生平
1923年前後曾到暹羅
1924-28年，在廣州白鶴洞協和神科大學隨校長龔約翰博士（Dr.John S. Kunkle）研究宗教史，並寫《神話研究》（上海：開明書店，1927）
1928年，在香港的《華僑日報》做短期的編輯，與鍾敬文交往，並曾約他寫稿。
1928年與何玉梅結婚。她在1929年病逝。
1930年到北平，後在燕京大學吳文藻教授手下研究，專攻宗教及民俗，並發表大量有關民俗學的論述。重要著譯有《家族制度史》（顧素爾著?黃石譯，上海：開明書店，1931）、《婦女風俗史話》（上海：商務印書館，1933）
1949年後隱居香港元朗東頭村，以賣文為生，文章多發表在台灣的學術性雜誌，並以原名黃華節在台灣商務的《人人文庫》中出版了《關公的人格與神格》（台北：台灣商務，1967）和《中國古今民間百戲》（台北：台灣商務，1967），此外還寫了《端午禮俗史》（香港：泰興書局，1963）。

## 学术作品
1、译著
卜伽丘《十日談》（與胡簪雲合譯，上海：開明書店，1930）
2、著作
《神話研究》（上海：開明書店，1927）
《家族制度史》（顧素爾著？黃石譯，上海：開明書店，1931）
《婦女風俗史話》（上海：商務印書館，1933）
《關公的人格與神格》（台北：台灣商務，1967）
《中國古今民間百戲》（台北：台灣商務，1967）
《端午禮俗史》（香港：泰興書局，1963）